# Mehlbach
Mehlbach ist eine Ortsgemeinde im Landkreis Kaiserslautern in Rheinland-Pfalz. Sie gehört der Verbandsgemeinde Otterbach-Otterberg an, innerhalb derer sie gemessen an der Einwohnerzahl die viertgrößte Ortsgemeinde darstellt.

## Geographische Lage

### Lage
Mehlbach liegt 12 km nördlich von Kaiserslautern am Übergang des Pfälzerwaldes zum Nordpfälzer Bergland. Der Osten der Gemarkung ragt in den zum Pfälzerwald gehörenden Otterberger Wald hinein. Die Nachbarorte von Mehlbach sind die Ortsgemeinden Schallodenbach im Norden und Schneckenhausen im Nordosten, die Stadt Otterberg im Südosten, sowie die Ortsgemeinden Katzweiler im Südwesten, Hirschhorn/Pfalz im Westen und Olsbrücken im Nordwesten.

### Gewässer
Die Gemeinde wird vom namensgebenden Mehlbach durchflossen. Jenseits des Siedlungsgebiets verlaufen außerdem im Norden und Westen der Lauterbach, der teilweise die Grenze zu Hirschhorn bildet, und der Wohlbach. Der Becherbach, der den Osten und den Süden der Gemeindegemarkung durchquert, bildet stellenweise die Gemarkungsgrenze zu Katzweiler.

## Geschichte
Die älteste erhaltene Erwähnung des Ortes stammt von 1255. Das Kloster Otterberg war im Ort begütert.
Die Inbesitznahme des Linken Rheinufers durch französische Revolutionstruppen beendete die alte Ordnung. Mehlbach wurde von 1798 bis 1814 Teil der Französischen Republik (bis 1804) und anschließend des Französischen Kaiserreichs, zugeordnet dem Kanton Otterberg im Arrondissement Kaiserslautern des Departements Donnersberg (franz.: Département du Mont-Tonnerre). Nach der Niederlage Napoleons fiel die linksrheinische Pfalz durch die Vereinbarungen des Wiener Kongresses 1815 zunächst an Österreich und 1816 aufgrund eines Tauschvertrages an das Königreich Bayern. Ab 1818 war der Ort dem Landkommissariat Kaiserslautern (ab 1862 umbenannt in Bezirksamt Kaiserslautern) im bayerischen Rheinkreis zugeordnet, aus dem 1939 der Landkreis Kaiserslautern hervorging.
Als Folge des Ersten Weltkriegs war die gesamte Region bis 1930 dem französischen Abschnitt der Alliierten Rheinlandbesetzung zugeteilt. Nach dem Zweiten Weltkrieg wurde Mehlbach innerhalb der französischen Besatzungszone Teil des damals neu gebildeten Landes Rheinland-Pfalz. Im Zuge der ersten rheinland-pfälzischen Verwaltungsreform wurde die Gemeinde 1971 Teil der neu gebildeten Verbandsgemeinde Otterbach, die am 1. Juli 2014 mit Otterberg zur neuen Verbandsgemeinde Otterbach-Otterberg fusionierte.

## Religion
2012 waren 53,3 Prozent der Einwohner evangelisch und 23,8 Prozent katholisch. Die übrigen gehörten einer anderen Religion an oder waren konfessionslos. Die Katholiken gehören zum Bistum Speyer, die Evangelischen zur Protestantischen Landeskirche Pfalz.

## Politik
Bei Bundestagswahlen gehört Mehlbach zum Wahlkreis Kaiserslautern. Bei Landtagswahlen war die Gemeinde von 1991 bis 2016 Bestandteil des Wahlkreises Kaiserslautern-Land. Seit 2021 gehört er zum Wahlkreis Kaiserslautern II.

### Gemeinderat
Der Gemeinderat in Mehlbach besteht aus 16 Ratsmitgliedern, die bei der Kommunalwahl am 9. Juni 2024 in einer personalisierten Verhältniswahl gewählt wurden, und dem ehrenamtlichen Ortsbürgermeister als Vorsitzendem.
Die Sitzverteilung im Gemeinderat:
| Wahl | SPD | CDU | FWG | Gesamt   |
| ---- | --- | --- | --- | -------- |
| 2024 | 3   | 4   | 9   | 16 Sitze |
| 2019 | 5   | 5   | 6   | 16 Sitze |
| 2014 | 7   | 2   | 7   | 16 Sitze |
| 2009 | 9   | 1   | 6   | 16 Sitze |
| 2004 | 6   | 4   | 6   | 16 Sitze |

- FWG = Freie Wählergruppe Mehlbach e. V.

### Ortsbürgermeister
Gunter Mühlberger (FWG) wurde am 8. Juli 2024 Ortsbürgermeister von Mehlbach. Bei der Direktwahl am 9. Juni 2024 war er als einziger Bewerber mit 80,2 % für fünf Jahre gewählt worden.
Seine Vorgängerin Gabi Fliege (CDU) hatte das Amt seit Juni 2019 inne und kandidierte bei der Wahl 2024 nicht erneut als Ortsbürgermeisterin. Bei der Direktwahl am 26. Mai 2019 war sie mit einem Stimmenanteil von 51,81 % gewählt worden und setzte sich dabei gegen den bisherigen Amtsinhaber Harry Braun (SPD) durch, der das Amt seit 2004 ausgeübt hatte. Von 1981 bis 2004 war Horst Hager (FWG) Ortsbürgermeister von Mehlbach.

### Wappen
| Wappen von Mehlbach | Blasonierung: „In Silber ein blauer Schräglinkswellenbalken, beidseits begleitet von einem zweiblättrigen grünen Eichenzweig mit je einer grünen Eichel.“ |
| Wappen von Mehlbach | Es wurde 1952 vom Mainzer Innenministerium genehmigt. |

## Kultur und Sehenswürdigkeiten

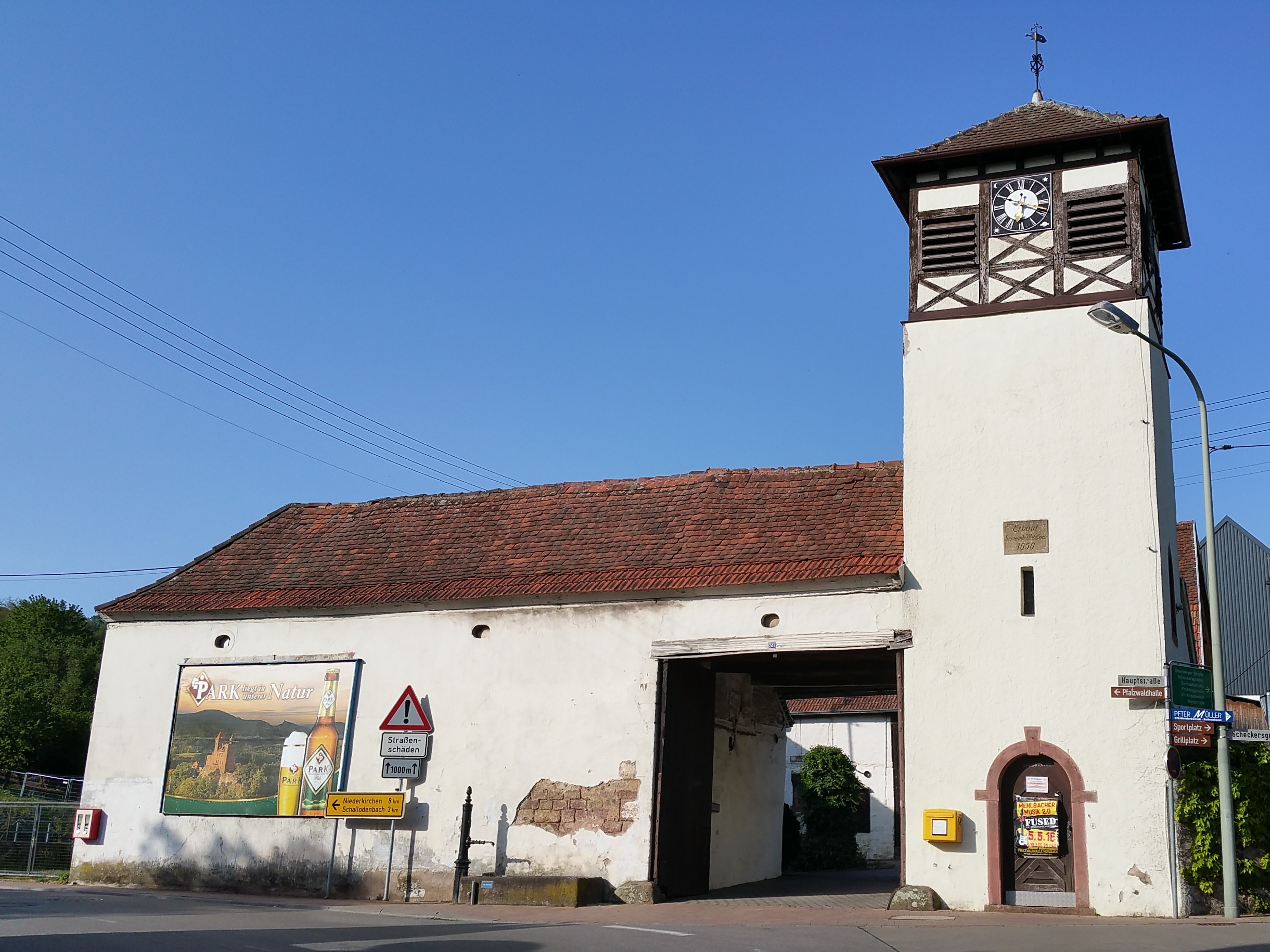
Denkmalgeschützter Gemeindeglockenturm

### Kulturdenkmäler
Vor Ort existieren insgesamt fünf Objekte, die unter Denkmalschutz stehen, darunter die protestantische Kirche. Letztere verfügt über eine im Jahr 1986 von Hugo Mayer angefertigte Orgel.

### Natur
Innerhalb des Gemeindegebiets befinden sich insgesamt drei Naturdenkmale.

### Regelmäßige Veranstaltungen
- Am Pfingstsonntag veranstaltet der SV 1923 Mehlbach e. V. jährlich das Pfingstgrillfest
- Am ersten Sonntag im Juli findet das Waldfest des Vereins „Treue Pfälzer e. V.“ statt
- Landfrauenfest im Juli vom Landfrauenverein Mehlbach
- Im September findet am Wochenende des ersten Sonntags regelmäßig die Kerwe in der Gemeinde statt
- Adventsmarkt am ersten Advent vom Tischtennisverein Mehlbach und dem Kindergarten Mehlbach
- Seit 2014 findet jedes Jahr am 3. Oktober das Kelterfest des Fördervereins der Freiwilligen Feuerwehr Stützpunkt Mehlbach statt.
- Am Frühlingsanfang findet an einem Sonntag jährlich die Winterverbrennung mit Fackelwanderung statt, das vom Förderverein der Freiwilligen Feuerwehr Mehlbach und Freiwillige Feuerwehr selbst veranstaltet wird.

## Wirtschaft und Infrastruktur

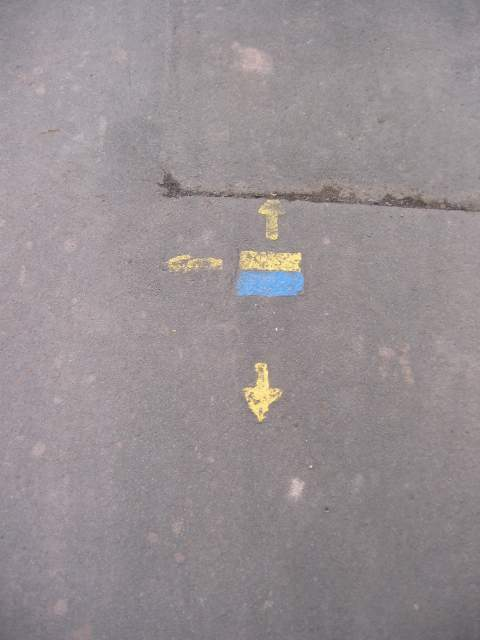
Markierung „gelb-blauer Blaken“ innerhalb der Gemeindegemarkung

### Verkehr
Der Öffentliche Personennahverkehr  ist in den Verkehrsverbund Rhein-Neckar integriert. Der Nahverkehr war ab 2000 im Westpfalz-Verkehrsverbund (WVV) organisiert, der seit Sommer 2006 vollständig in den Verkehrsverbund Rhein-Neckar integriert ist. Der nächstgelegene Bahnhof ist in Katzweiler an der Lautertalbahn, die von Kaiserslautern nach Lauterecken-Grumbach verläuft.
Mehlbach liegt an der Landesstraße 388, die den Ort mit Katzweiler, Schallodenbach, Schneckenhausen, Heiligenmoschel und Gehrweiler verbindet. Südwestlich der Gemeinde verläuft die Bundesstraße 270, die von Kaiserslautern über Wolfstein und Lauterecken nach Idar-Oberstein führt. Die Gemeinde ist durch die nahe A 6 (Anschlussstelle: Kaiserslautern-West) an das Autobahnnetz angebunden.

### Tourismus
Mitten durch das  Gemeindegebiet verläuft ein Wanderweg, der mit einem gelb-blauen Balken gekennzeichnet ist und von Lauterecken nach Sankt Germanshof führt.

## Persönlichkeiten
- Lazarus Straus (1809–1898), deutsch-US-amerikanischer Kaufmann und Unternehmer, besaß vor Ort Land
- Friedrich Wilhelm Schilling (1914–1971), Glockengießer, fertigte 1968 drei Glocken für die örtliche Kirche an
- Hermann Bitz (* 1950), Fußballspieler, lebt im Ort.